# Can Çelebi
Can Çelebi (* 27. April 1990 in Ankara, Türkei) ist ein türkischer Handballspieler. Seine Körperlänge beträgt 1,96 m.

## Karriere
Çelebi begann mit dem Handballspielen im Alter von zehn Jahren. In der Jugend spielte er beim türkischen Drittligisten Yaşamgücü Küçükler. Danach spielte er in der Türkei bis 2012 für den Erstligisten Maliye Milli Piyango SK und von 2012 bis 2014 für den Erstligisten Ankara İl Özel İdare SK. Mit beiden Mannschaften spielte er im Europapokal der Pokalsieger und im EHF Challenge Cup, mit Maliye Milli Piyango auch im EHF-Pokal. 2014 wechselte er für eine Saison zum kroatischen Erstligisten RK Nexe Našice. Mit Našice spielte er auch in der SEHA-Liga und im EHF-Pokal. In der SEHA-Liga war Çelebi der erste türkische Spieler. 2015 nahm ihn der französische Erstligist C’ Chartres Métropole handball unter Vertrag. Çelebi war der erste türkische Spieler in der Ligue Nationale de Handball. Mit Chartres spielte er ebenfalls im EHF-Pokal. Im September 2016 verpflichtete ihn der deutsche Erstligist TVB 1898 Stuttgart. Çelebi war damit nach Yunus Özmusul, der ebenfalls beim TVB spielte, der zweite türkische Spieler in der Handball-Bundesliga. Nach der Saison 2016/17 verließ er den TVB. Ab Januar 2018 stand Çelebi beim türkischen Verein Göztepe Izmir unter Vertrag. Mit Göztepe spielte er im EHF Challenge Cup. Zur Saison 2018/19 wechselte er erneut zu RK Nexe Našice.
Für die türkische Nationalmannschaft hat Çelebi mehr als 85 Länderspiele bestritten.
Çelebi bekleidet die Position eines rechten Rückraumspielers.

## Privat
Çelebi hat ein abgeschlossenes Physik-Studium.
Çelebi stammt aus einer sportbegeisterten Familie. Sein Vater ist Generalsekretär des türkischen Hochschulsportverbands, seine Mutter Gymnastik-Kampfrichter und sein Bruder Badminton-Nationalspieler.